# EE Leonis

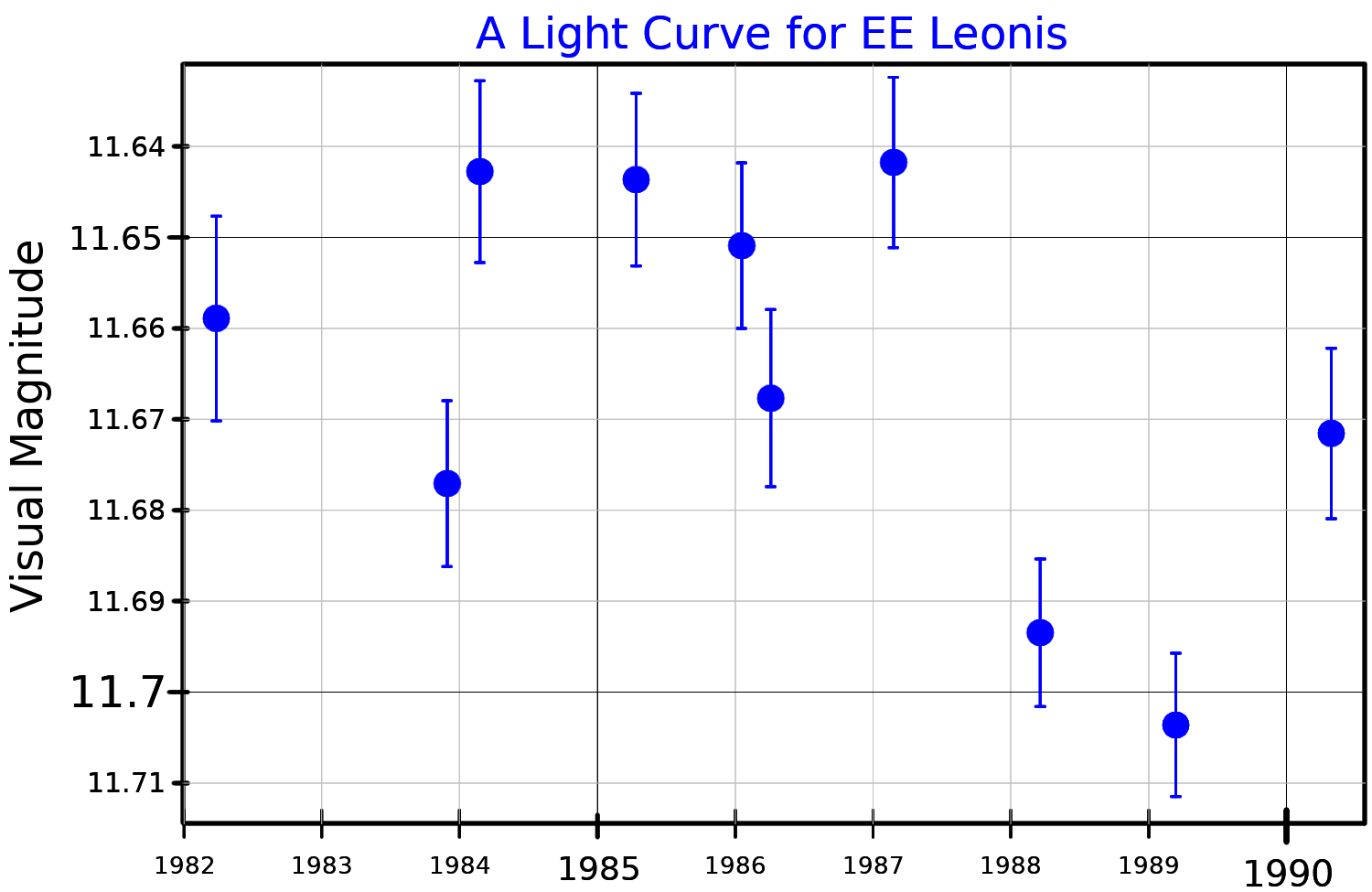
Lichtkromme van EE Leo

EE Leonis is een rode dwerg met een spectraalklasse van M4.V. De ster bevindt zich 22,72 lichtjaar van de zon.